# Distinció genotip-fenotip
La distinció genotip-fenotip és una oposició de termes emprats en genètica. El "genotip" és la informació hereditària completa d'un organisme. El "fenotip" és el conjunt de propietats reals observades d'un organisme, com la morfologia, el desenvolupament o el comportament. Aquesta distinció és fonamental en l'estudi de l'herència dels trets i la seva evolució.

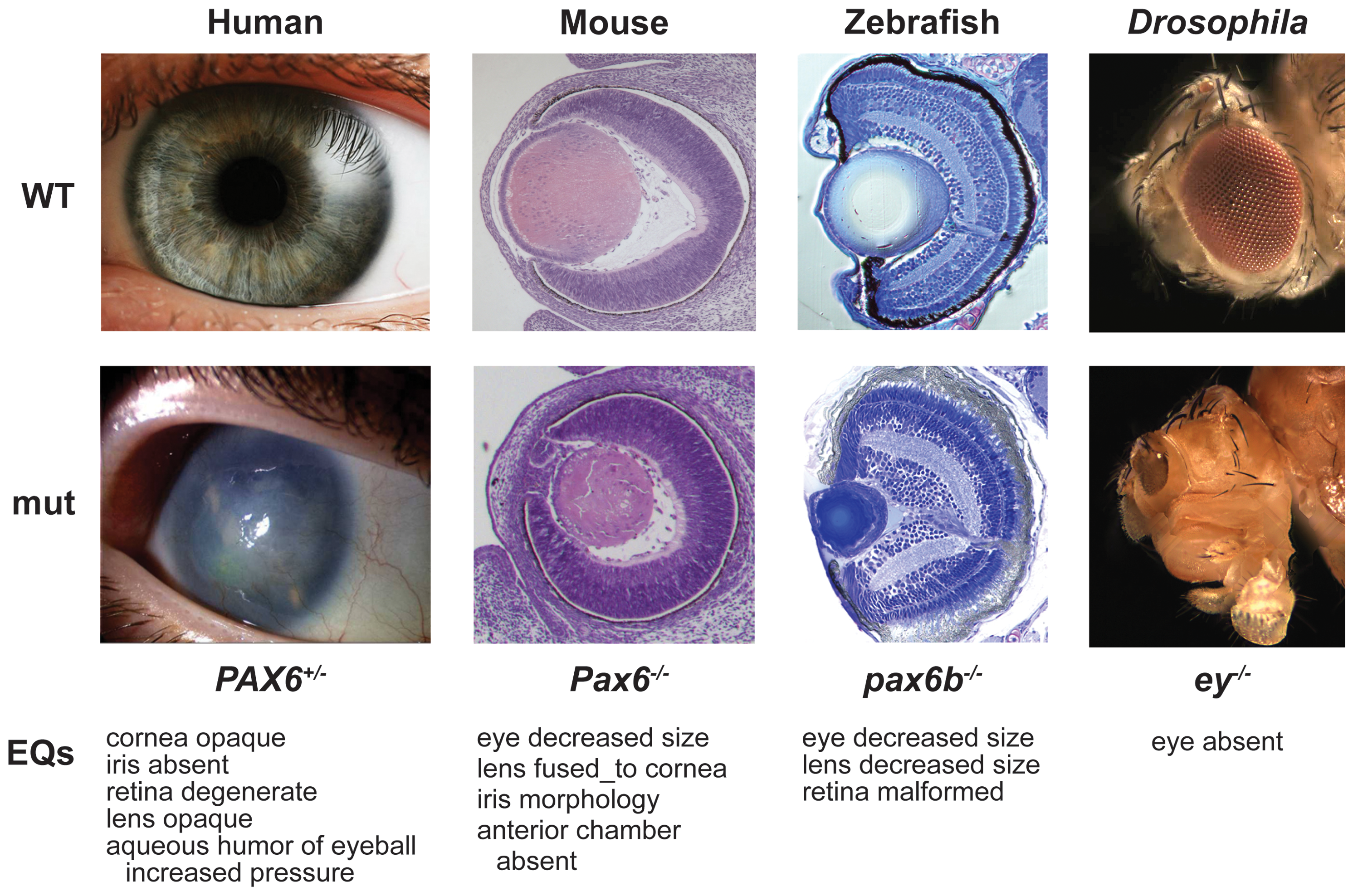
Canvis genotípics similars poden donar lloc a alteracions fenotípiques similars, fins i tot en una àmplia gama d'espècies.

## Característiques
Són les propietats físiques de l'organisme les que determinen directament les seves possibilitats de supervivència i producció reproductiva, però l'herència de les propietats físiques depèn de l'herència dels gens. Per tant, comprendre la teoria de l'evolució a través de la selecció natural, requereix comprendre la distinció genotip-fenotip. Els gens hi contribueixen a un tret, i el fenotip és l'expressió observable dels gens (i, per tant, el genotip que afecta el tret). Si un ratolí blanc tingués gens recessius que causessin que els gens responsables del color estiguessin inactius, el seu genotip seria responsable del fenotip (el color blanc).
El mapatge d'un conjunt de genotips a un conjunt de fenotips de vegades es coneix com el mapa genotip-fenotip.
El genotip d'un organisme és un factor d'influència important (el més gran de llarg per la morfologia) en el desenvolupament del seu fenotip, però no és l'únic. Fins i tot dos organismes amb genotips idèntics normalment difereixen en els seus fenotips com és el cas dels bessons monozigòtics (idèntics). Els bessons idèntics comparteixen el mateix genotip, ja que els seus genomes són idèntics; però mai tenen el mateix fenotip, encara que els seus fenotips poden ser molt similars. Això és evident en el fet que les seves mares i amics propers sempre poden distingir, tot i que altres no puguin veure les diferències subtils. A més, els bessons idèntics es poden distingir per les seves empremtes digitals, que mai són completament idèntiques.
El concepte de plasticitat fenotípica defineix el grau en què el fenotip d'un organisme està determinat pel seu genotip. Un alt nivell de plasticitat vol dir que els factors ambientals tenen una forta influència en el fenotip particular que es desenvolupa. Si hi ha poca plasticitat, el fenotip d'un organisme es pot predir de manera fiable a partir del coneixement del genotip, independentment de les peculiaritats ambientals durant el desenvolupament. Es pot observar un exemple de gran plasticitat en els tritons larvaris: quan aquestes larves perceben la presència de depredadors com les libèl·lules, desenvolupen caps i cues més grans en relació amb la grandària del seu cos i mostren una pigmentació més fosca. Les larves amb aquests trets tenen una major probabilitat de supervivència quan s'exposen als depredadors, però creixen més lentament que altres fenotips.
A diferència de la plasticitat fenotípica, el concepte de canalització genètica aborda el grau en què el fenotip d'un organisme permet conclusions sobre el seu genotip. Es diu que un fenotip es canalitza si les mutacions (canvis en el genoma) no afecten notablement les propietats físiques de l'organisme. En aquest cas es pot formar un fenotip canalitzat a partir d'una gran varietat de genotips diferents, en aquest cas no és possible predir exactament el genotip a partir d'el coneixement del fenotip (és a dir, el mapa genotip-fenotip no és invertible). Si la canalització no està present, petits canvis en el genoma tenen un efecte immediat sobre el fenotip que es desenvolupa.
Els termes genotip i fenotip foren creats per Wilhelm Johannsen en 1911, tot i que el significat dels termes i el significat de la distinció han evolucionat des de llur introducció.

## Importància per a la biologia evolutiva
Segons Lewontin, la tasca teòrica per a la genètica de poblacions és un procés en dos espais: un "espai genotípic" i un "espai fenotípic". El desafiament d'una teoria completa de la genètica de poblacions és proporcionar un conjunt de lleis que mapifiquin previsiblement una població de genotips (G1) a un espai de fenotip (P1), on es realitza la selecció, i un altre conjunt de lleis que mapegen el resultat població (P2) de tornada a l'espai del genotip (G2) on la genètica mendeliana pot predir la propera generació de genotips, completant així el cicle. Fins i tot si s'ignoren els aspectes no mendelians de la genètica molecular, aquesta és una tasca gegantina. Visualitzant la transformació esquemàticament:
{\displaystyle G_{1}\;{\stackrel {T_{1}}{\rightarrow }}\;P_{1}\;{\stackrel {T_{2}}{\rightarrow }}\;P_{2}\;{\stackrel {T_{3}}{\rightarrow }}\;G_{2}\;{\stackrel {T_{4}}{\rightarrow }}\;G_{1}'\;\rightarrow \cdots }
(Adaptat de Lewontin 1974, p. 12) T1 representa les lleis genètiques i epigenètiques, els aspectes de la biologia funcional o el desenvolupament, que transformen un genotip en fenotip. Aquest és el «mapa genotip-fenotip». T₂ és la transformació ocorreguda per causa de la selecció natural, T₃ són relacions epigenètiques que prediuen genotips basats en els fenotips seleccionats i finalment T₄ les regles de la genètica mendeliana.
A la pràctica, hi ha dues tendències de la teoria evolutiva que existeixen en paral·lel, la genètica de població tradicional que opera a l'espai del genotip i la teoria  biomètrica utilitzada en la cria i millora genètica de plantes i animals, que opera a l'espai fenotípic. La part que falta és el mapeig entre el genotip i l'espai fenotip. Això porta a un "joc de mans" (com l'anomena Lewontin) pel qual les variables en les equacions d'un domini es consideren paràmetres o  constants , on, en un tractament complet, es transformarien pel procés evolutiu i són  funcions de les variables d'estat en l'altre domini. El "joc de mans" suposa que es coneix el mapeig. Procedir com si s'entengués és suficient per analitzar molts casos d'interès. Per exemple, si el fenotip és gairebé un a un amb el genotip ( malaltia de cèl·lules falciformes) o l'escala de temps és prou curta, les "constants" poden tractar-se com a tals; però, també hi ha moltes situacions en les quals aquest supòsit no es compleix.

## Exemples de pell de gos
A continuació, es mostra un exemple de combinacions d'al·lels per a cinc gens que codifiquen diferències en aspectes de la pell de gos. Per exemple, el gen FGF5 controla gran part del fenotip de longitud de pel. El gen RSPO2 controla el patró i l'estructura de creixement del pelatge. El gen KRT71 contribueix als rínxols, mentre que els gens FOXI3 i SGK3 controlen les combinacions de nuesa i nuesa total amb tocs de cabell.
| Fenotip                   | FGF5 | RSPO2 | KRT71 | FOXI3 | SGK3 | Exemple |
| ------------------------- | ---- | ----- | ----- | ----- | ---- | ------- |
| Cabell curt               | –    | –     | –     | –     | –    | venstre |
| capa rígida               | –    | +     | –     | –     | –    | venstre |
| capa rinxolada            | –    | +     | +     | –     | –    | venstre |
| pèl llarg                 | +    | –     | –     | –     | –    | venstre |
| pèl llarg amb patró       | +    | +     | –     | –     | –    | venstre |
| pèl rrinxolat             | +    | –     | +     | –     | –    | venstre |
| rinxolat estructurat      | +    | +     | +     | –     | –    | venstre |
| nua amb pèls llargs       | +    | +     | +/–   | +/–   | –    | venstre |
| nua amb els cabells curts | –    | –     | –     | +/–   | –    | venstre |
| Nua                       | –    | –     | –     | –     | +    | venstre |